# سيوبون أكشن
سايبون أكشن (باليابانية: しょぼんのアクション) (بالإنجليزية: Syobon Action)‏، ويُطْلَقّ عَليِه (القط ماريو)، طورت اللعبة من قبل مستخدم ياباني مجهول يدعى شيكو، وعرضت في شهر ديسمبر 2007، كانت تعمل لدى منصة مايكروسوفت ويندوز، حيث أن لعبة سايبون أكشن تم عرضها مجاناً في متجر الإلكتروني آي أو إس وأندرويد، وهي لعبة ثنائية الأبعاد.

## مراحل اللعبة
مراحل لعبة سيوبون أكشن مشابهة تماماً للعبة سوبر ماريو برذرز التي أنتجها شركة نينتندو سنة 1985، ولكن هذه اللعبة في غاية الصعوبة، بحيث يقع شخصية سايبون في فخاخ مستمر ويهزم في كل مرة، والشيء الإيجابي في اللعبة أنها لا تنهي اللعبة بعبارتها الشهيرة «غيمز أوفر» (GAME OVER)، حيث يستمر في المحاولة الصعبة إلى أن ينجح في خط النهاية.

## المواقع الخارجية
- الموقع الرسمي بالانكليزية